# Ronni Moffitt
Ronni Karpen Moffitt (Nueva Jersey, 10 de enero de 1951-Washington D. C., 21 de septiembre de 1976) fue una activista política de izquierda estadounidense. Fue asesinada junto al ministro chileno Orlando Letelier en un atentado terrorista realizado por agentes estadounidenses de la CIA como Michael Townley y chilenos de la DINA (Dirección de Inteligencia Nacional), junto a mercenarios anticastristas en Estados Unidos.

## Biografía

### Primeros años
Ronni Karpen nació en Nueva Jersey el 10 de enero de 1951, hija de Hilda y Murray Karpen, tuvo dos hermanos, Harry y Michael. Su familia era dueña del restaurante llamado Karpen, bien conocido en Nueva Jersey. Comenzó a tocar la flauta a temprana edad, mientras que sus hermanos tocaban el corno francés.

### Estudios
Asistió a la Universidad de Maryland, donde se involucró en el activismo político, participando en protestas. Después de su paso en la universidad, se convirtió en consejera para niños pobres, y luego fue maestra en una escuela pública de Maryland.
Posteriormente comenzó a trabajar en el Institute for Policy Studies (Instituto de Estudios Políticos) en Washington D. C..
En mayo de 1976 se casó con Michael Moffitt, y ―de acuerdo con las costumbres estadounidenses― adoptó su apellido.

### Asesinato

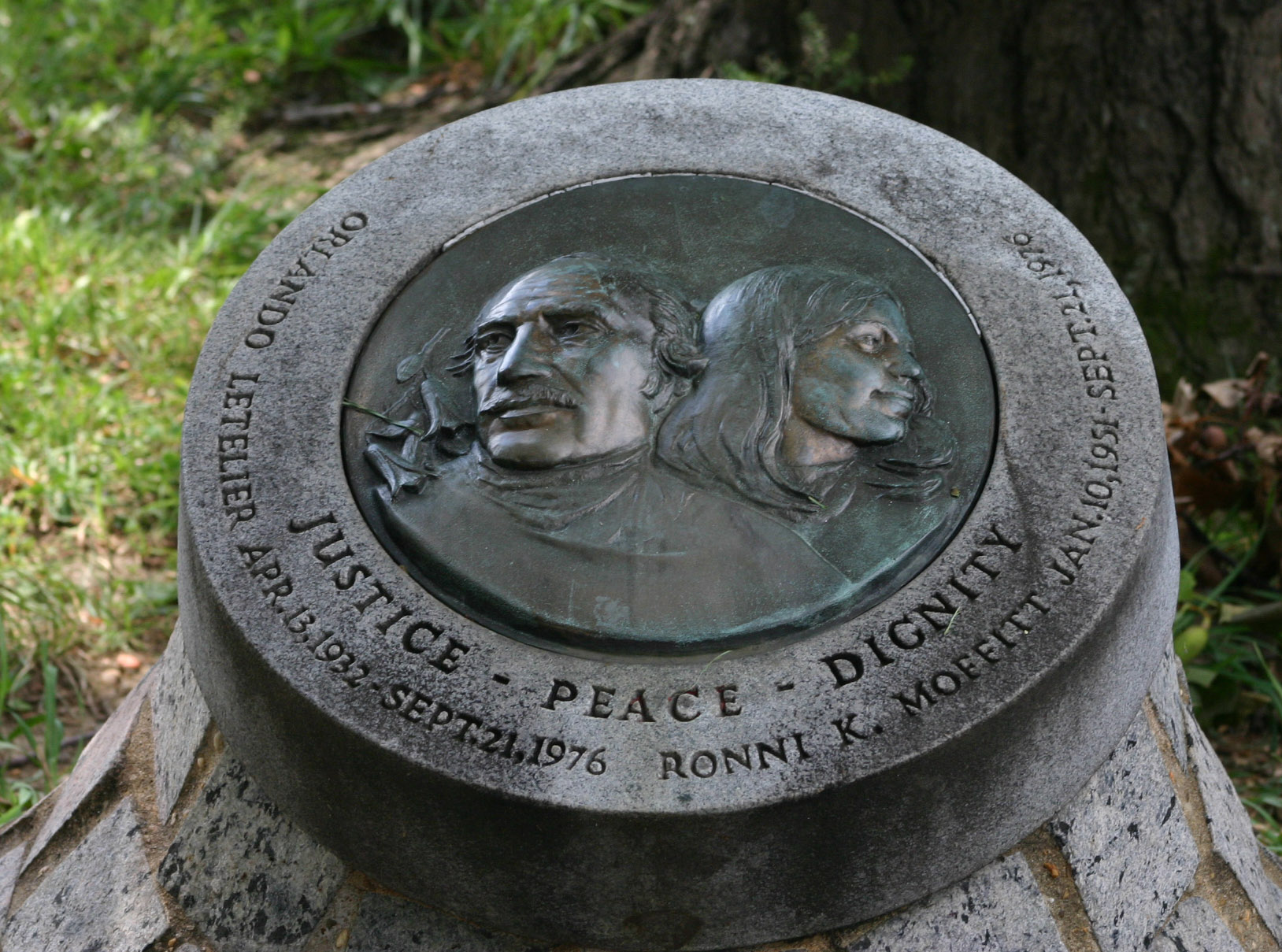
Monumento a Orlando Letelier y Ronni Moffitt en el lugar donde fueron asesinados: frente a la embajada de Irlanda, en el centro de Washington D. C.

Ronni Moffitt trabajó como secretaria y colaboradora del político chileno Orlando Letelier, quien fue ministro del Interior del derrocado presidente chileno Salvador Allende. Letelier estaba amenazado de muerte por la DINA de la dictadura de Augusto Pinochet a través de mercenarios anticastristas.
El 21 de septiembre de 1976, Ronni Moffitt ―de 25 años― viajaba junto a su esposo Michael Moffitt, en el automóvil de Letelier hacia el Institute for Policy Studies. En la rotonda Sheridan Circle, a unas 15 cuadras al noroeste del centro de la ciudad de Washington DC, frente a los jardines de la embajada de Irlanda, una bomba fue activada bajo el asiento de Letelier.
Letelier y Moffitt fueron asesinados, mientras su esposo Michael Moffitt sobrevivió al atentado.

## Investigación
El 18 de junio de 2012 la justicia chilena ordenó investigar el asesinato de Moffitt, en la búsqueda de responsables de nacionalidad chilena. En junio de 2022, la ministra en visita de la Corte de Apelaciones de Santiago, Paola Plaza González, sometió a proceso a Raúl Iturriaga Neumann por el delito de homicidio calificado de Moffitt.

## Homenajes
Su muerte se conmemora en un monumento en Sheridan Circle, Washington, y con el premio Letelier-Moffitt de Derechos Humanos entregado por el Institute for Policy Studies.